# Guillaume Lespérance
 (juillet 2025).
Guillaume Lespérance, né le 16 mars 1978 à Montréal (Québec), est un producteur de cinéma et de télévision canadien.
Il est notamment connu pour Tout le monde en parle (2004), En audition avec Simon (2009), Le Trip à trois (2016) et Bye Bye (2016-2024).
Il est le fils du producteur Jean-Claude Lespérance (qui a fondé Les Productions Avanti Ciné Vidéo avec Jean Bissonnette en 1989 et a coproduit la mythique émission Un gars, une fille, diffusée à Radio-Canada de 1997 à 2004).

## Biographie
Guillaume Lespérance est le président de la maison de production A Media.
Depuis 2004, il produit l’émission Tout le monde en parle, un talk-show diffusé sur ICI Radio-Canada Télé. En 2024, l’émission a atteint sa 500e diffusion. Il produit également Bonsoir Bonsoir !, une émission quotidienne estivale lancée en 2019, ainsi que Bye bye, la revue télévisuelle de fin d’année, depuis 2016. L’édition 2021 de Bye bye a enregistré un auditoire estimé à 4 862 000 téléspectateurs.
Il a produit plusieurs séries de fiction, dont Temps de chien, Discussions avec mes parents, Les mecs et Ces gars-là. Il a aussi produit des séries documentaires et d'enquête, notamment Alphas, Alpha_02 : le mystère Alexandre Cazes, Qui êtes-vous ?, Deuxième chance, Le dernier soir et La traque, cette dernière animée par Patrick Lagacé.
Au cinéma, il a produit 23 décembre, qui a obtenu les recettes les plus élevées au box-office canadien en 2023, ainsi que Le trip à trois, qui a généré 2,4 millions de dollars en 2018. Deux autres productions sont prévues : Hantée, écrit par India Desjardins et réalisé par Rafaël Ouellet, dont la sortie est prévue en 2026, et COHEN, réalisé par Louise Archambault, coproduit avec Immina Films et Rhombus Media.
Guillaume Lespérance a également produit l’adaptation télévisuelle de l’émission radiophonique La soirée est (encore) jeune, ainsi que la websérie En audition avec Simon, diffusée sur TOU.TV pendant cinq saisons.
Il a été nommé à 36 reprises aux prix Gémeaux, et en a remporté 22. Il a également reçu deux prix Olivier, quatre prix NUMIX, un Prix écran d’or, et le prix Coup de cœur du Jury au Festival international du film de comédie de l’Alpe d’Huez.

## Filmographie

### Producteur

#### Long métrage
- 2016 : Le trip à trois (coproduit avec Amalga)
- 2022 : 23 décembre
- 2026 : Hantée
- À venir : COHEN (coproduit avec Immina Films et Rhombus Media)

#### Télévision
- 2009-2018 : En audition avec Simon
- 2013-2015 : Ces gars-là (coproduit avec Zone3)
- 2016-[16] : Bye Bye
- 2018-2022 : Discussions avec mes parents
- 2020-2023 : Les mecs
- 2023-2025 :Temps de chien

#### Talk-show
- 2005- : Tout le monde en parle (coproduit avec Le Gars de la TV)
- 2014-2017 : La soirée est (encore) jeune (coproduit avec La production est [encore] jeune)
- 2017-2018 : Le beau dimanche (coproduit avec La production est [encore] jeune)

#### Documentaire
- 2013-2015 : Qui êtes-vous? (coproduit avec Zone3)
- 2014 : Beauté fatale (coproduit avec Zone3)
- 2016-2018 : Deuxième chance (coproduit avec Zone3)
- 2019 : Le dernier soir
- 2023 : Alpha_02 : le mystère Alexandre Cazes
- 2024 : Alphas

## Prix et distinctions
Guillaume Lespérance a été nommé 36 fois pour un prix Gémeaux et est récipiendaire de 22 statuettes. Il a également remporté 2 Olivier et 4 NUMIX.
- Prix Gémeaux 2006 
  - Meilleure série de variétés ou talk show pour Tout le monde en parle
  - Prix Gémeaux du public pour Tout le monde en parle
- Prix Gémeaux 2007 
  - Meilleure série de variétés ou talk show pour Tout le monde en parle
  - Prix gémeaux du public pour Tout le monde en parle
- Prix Gémeaux 2008 
  - Meilleure émission ou série d'entrevues ou talk show pour Tout le monde en parle
  - Prix Gémeaux du grand public Desjardins pour Tout le monde en parle
  - Les immortels de la télé pour Tout le monde en parle 2005-2006-2007
- Prix Gémeaux 2009
  - Meilleure émission ou série d'entrevues ou talk show pour Tout le monde en parle
  - Meilleure série ou spécial de variétés ou des arts de la scène pour Tout le monde en parle - Spécial du 31 décembre
  - Prix Gémeaux du grand public Desjardins pour Tout le monde en parle
- Prix Gémeaux 2010
  - Meilleure série ou spécial de variétés ou des arts de la scène pour Tout le monde en parle - Spécial du 31 décembre
  - Meilleure émission ou série d'entrevues ou talk show pour Tout le monde en parle
  - Meilleure émission ou série originale produite pour les nouveaux médias: dramatique pour En audition avec Simon
- Prix Gémeaux 2011
  - Meilleure émission ou série originale produite pour les nouveaux médias: dramatique pour En audition avec Simon (saison 2)
- Olivier 2011:
  - Capsule sketch ou chronique humoristique dans un nouveau média pour En audition avec Simon (Simon-Olivier Fecteau, Étienne de Passillé, Guillaume Lespérance)
- Prix Gémeaux 2012
  - Meilleure émission ou série d'entrevues ou talk show pour Tout le monde en parle
  - Prix Gémeaux du public pour Tout le monde en parle
- Olivier 2012
  - Capsule sketch ou chronique humoristique dans un nouveau média pour En audition avec Simon (Simon-Olivier Fecteau, Étienne de Passillé, Guillaume Lespérance)
- Numix 2012
  - Webtélé, humour et variété pour En audition avec Simon (Simon-Olivier Fecteau, Étienne de Passillé, Guillaume Lespérance)
- Prix Gémeaux 2014
  - Meilleure émission ou série d'entrevues ou talk show pour Tout le monde en parle
- Prix Gémeaux 2015
  - Meilleure émission ou série d'entrevues ou talk show pour Tout le monde en parle
- Prix Gémeaux 2016
  - Meilleure émission ou série d'entrevues ou talk show pour Tout le monde en parle
- Prix Gémeaux 2017
  - Meilleure émission ou série d’entrevues ou talk-show pour Tout le monde en parle
- Prix Gémeaux 2018
  - Meilleure série documentaire: société pour Deuxième chance
- Prix Gémeaux 2019 
  - Meilleure spéciale humoristique - Bye bye 2018
- Prix Écrans canadiens 2023 
  - Prix écran d’or (remis au film canadien avec le plus gros box-office de l’année) – 23 décembre
- Festival international du film de comédie de l’Alpe d’Huez 2023
  - Coup de cœur du jury – 23 décembre